# Pherusa xanthotricha
Pherusa xanthotricha är en ringmaskart som först beskrevs av Schmarda 1861.  Pherusa xanthotricha ingår i släktet Pherusa och familjen Flabelligeridae. Inga underarter finns listade i Catalogue of Life.